# Liste der Mitglieder des Provinziallandtags der Rheinprovinz (6. Sitzungsperiode)
Diese Liste nennt die Mitglieder des 6. Provinziallandtages der Rheinprovinz 1841.

## Hintergrund
Der Provinziallandtag der Rheinprovinz bestand aus 75 Mitglieder, die sich in vier Kurien aufteilten. Die erste Kurie bestand aus vier Standesherren, die über Virilstimmen verfügten. Die Standesherren konnten sich vertreten lassen. Die zweite Kurie bestand aus den Vertretern der Ritterschaft, diese wurden in zwei Wahlkreisen (Regierungsbezirke Koblenz/Trier/Köln und Regierungsbezirke Aachen/Düsseldorf) gewählt. Die dritte Kurie bildeten die Vertreter der Städte. Diese wurden in indirekter Wahl bestimmt. Die vierte Kurie bildeten die Landgemeinden. Diese wählten die Vertreter in doppelt indirekter Wahl: Die Urwähler wählten Wahlmänner, diese dann Bezirkswähler. Wahlkreise waren die Landkreise. Für die Abgeordneten wurden jeweils auch Stellvertreter gewählt.
Der Provinziallandtag der Rheinprovinz trat in seiner 6. Sitzungsperiode vom 23. Mai 1841 bis zum 25. Juli 1841 zusammen.

## Liste der Abgeordneten
| Kurie                                | Wahlkreis | Abgeordneter                                                       | Anmerkung                                         |
| ------------------------------------ | --- | ------------------------------------------------------------------ | ------------------------------------------------- |
| Stand der Fürsten, Grafen und Herren | | Fürst Ferdinand zu Solms-Braunfels                                 | Graf Reinhard zu Solms-Laubach                    |
| Stand der Fürsten, Grafen und Herren | | Fürst Ludwig zu Solms-Hohensolms-Lich                              | Landtagsmarschall                                 |
| Stand der Fürsten, Grafen und Herren | | Fürst Hermann zu Wied                                              | Prinz Carl zu Wied                                |
| Stand der Fürsten, Grafen und Herren | | Edmund Graf von Hatzfeld-Wildenburg                                |                                                   |
| Stand der Fürsten, Grafen und Herren | | Fürst Joseph zu Salm-Reifferscheidt-Dyck                           | Dyk bei Neuss                                     |
| Ritterschaft                         | Koblenz/Trier/Köln | Clemens von Boos-Waldeck                                           | Landrat, Koblenz                                  |
| Ritterschaft                         | Koblenz/Trier/Köln | Franz Anton Kayser                                                 | Kommerzienrat, Trier                              |
| Ritterschaft                         | Koblenz/Trier/Köln | Eduard Berghe gen. von Trips                                       | Düsseldorf                                        |
| Ritterschaft                         | Koblenz/Trier/Köln | Philipp von Kempis                                                 | Kendenich                                         |
| Ritterschaft                         | Koblenz/Trier/Köln | Freiherr Ludwig Spieß von Büllesheim                               | Kammerherr, Düsseldorf                            |
| Ritterschaft                         | Koblenz/Trier/Köln | Ludwig von Hymmen                                                  | Geheimer Regierungs- und Landrat, Bonn            |
| Ritterschaft                         | Koblenz/Trier/Köln | Maximilian von Loë                                                 | Allner                                            |
| Ritterschaft                         | Koblenz/Trier/Köln | Dr. Everhard von Groote                                            | Stadtrat, Köln                                    |
| Ritterschaft                         | Aachen/Düsseldorf | Freiherr Philipp von Hilgers                                       | Landrat, Neuwied                                  |
| Ritterschaft                         | Koblenz/Trier/Köln | Karl Friedrich von Loë                                             | Wissen                                            |
| Ritterschaft                         | Koblenz/Trier/Köln | Clemens Wenzelslaus Freier und Edler Herr von und zu Eltz-Rübenach | Wahn                                              |
| Ritterschaft                         | Koblenz/Trier/Köln | Freiherr Clemens August Waldbott von Bassenheim-Bornheim           | Bergerhausen                                      |
| Ritterschaft                         | Aachen/Düsseldorf | Jakob von Herwegh                                                  | Gutsbesitzer, Köln                                |
| Ritterschaft                         | Aachen/Düsseldorf | Freiherr Karl Georg Anton Friedrich von Raesfeld                   | Tervoort, als Stellvertreter                      |
| Ritterschaft                         | Aachen/Düsseldorf | Freiherr Friedrich von der Heyden-Rynsch                           | Winkel                                            |
| Ritterschaft                         | Aachen/Düsseldorf | Johann von Hontheim                                                | Kammerpräsident, Koblenz                          |
| Ritterschaft                         | Aachen/Düsseldorf | Freiherr Friedrich von der Leyen-Blömersheim                       | Krefeld                                           |
| Ritterschaft                         | Koblenz/Trier/Köln | Freiherr Gerhard von Carnap-Bornheim                               | Bornheim                                          |
| Ritterschaft                         | Aachen/Düsseldorf | Graf Hermann von Hompesch-Rurich                                   | Schloss Rurich                                    |
| Ritterschaft                         | Aachen/Düsseldorf | Wilhelm Zurhelle                                                   | Kommerzienrat, Aachen                             |
| Ritterschaft                         | Aachen/Düsseldorf | Graf Franz Egon von Fürstenberg-Stammheim                          | Stammheim                                         |
| Ritterschaft                         | Aachen/Düsseldorf | Wilhelm von Steffens                                               | Regierungs- und Forstrat, Aachen                  |
| Ritterschaft                         | Aachen/Düsseldorf | Freiherr Ludwig Maximilian von Rigal-Grunland                      | Krefeld                                           |
| Ritterschaft                         | Aachen/Düsseldorf | Josef Wergifosse                                                   | Düren                                             |
| Städte                               | Köln | Johann Adolph Steinberger                                          | Oberbürgermeister, Köln                           |
| Städte                               | Köln | Peter Heinrich Merkens                                             | Präsident der Dampfschiffahrtsgesellschaft, Köln  |
| Städte                               | Aachen | Dr. Johann Peter Josef Monheim                                     | Apotheker, Aachen                                 |
| Städte                               | Düsseldorf | Philipp Schöller                                                   | Rentner, Düsseldorf                               |
| Städte                               | Koblenz | Hermann Josef Dietz                                                | Stadtrat, Koblenz                                 |
| Städte                               | Trier | Georg von Nell                                                     | Kommerzienrat, Trier, als Stellvertreter          |
| Städte                               | Elberfeld | August von der Heydt                                               | Handelsgerichtspräsident, Elberfeld               |
| Städte                               | Barmen | Johann Schuchard                                                   | Kaufmann, Barmen                                  |
| Städte                               | Krefeld | Franz Karl Hagemann                                                | Kaufmann, Krefeld, als Stellvertreter             |
| Städte                               | Kreuznach, Kirn, Sobernheim, St. Goar, Boppard, Oberwinter, Bacharach, Stromberg                                                       | Josef Friedrich Brust                                              | Boppard                                           |
| Städte                               | Stromberg, Trarbach, Zell, Cochem, Mayen, Andernach, Ahrweiler, Sinzig, Remagen, Simmern                                               | Carl Christian Rhodius                                             | Kaufmann, Sinzig                                  |
| Städte                               | Ehrenbreitstein, Vallendar, Bendorf, Neuwied, Linz, Wetzlar, Braunfels                                                                 | Johannes Baptista Buschmann                                        | Kaufmann, Ehrenbreitstein                         |
| Städte                               | Saarlouis, Saarbrücken, St. Johann, Ottweiler, St, Wendel, Baumholder                                                                  | Nicolaus Cetto                                                     | St. Wendel, als Stellvertreter                    |
| Städte                               | Merzig, Prüm, Bitburg, Wittlich, Bernkastel, Saarburg, Neuerburg                                                                       | Heinrich Koch                                                      | Prüm                                              |
| Städte                               | Monschau, Eupen, Malmédy, St. Vith | Anton Wilhelm Hüffer                                               | Kommerzienrat, Eupen                              |
| Städte                               | Düren, Gemünd, Stolberg, Burtscheid | Dr. Friedrich Günther                                              | Bürgermeister, Düren                              |
| Städte                               | Jülich, Eschweiler, Heinsberg, Erkelenz, Geilenkirchen mit Hünshoven, Linnich                                                          | Maximilian Flemming                                                | Kaufmann, Geilenkirchen                           |
| Städte                               | Bonn, Münstereifel, Euskirchen, Zülpich, Rheinberg                                                                                     | Karl Josef Hauptmann                                               | Kaufmann und Stadtrat, Bonn                       |
| Städte                               | Deutz, Mülheim am Rhein, Gladbach, Gummersbach, Wipperfürth, Siegburg, Königswinter, Neustadt                                          | Theodor Steinkauler                                                | Fabrikant, Mülheim am Rhein                       |
| Städte                               | Ratingen, Kaiserswerth, Angermund mit Gerresheim, Mettmann, Langenberg mit Hardenberg, Wülfrath, Velbert, Kronenberg, Steele, Hilden   | Johann Abraham von den Steinen                                     | Kreisdeputierter, Cronenberg                      |
| Städte                               | Duisburg, Mülheim an der Ruhr, Essen, Kettwig, Werden, Ruhrort, Dinslaken, Emmerich, Rees, Isselburg                                   | Vogit                                                              | Fabrikant, Mülheim an der Ruhr                    |
| Städte                               | Kleve, Wesel, Goch, Gelder, Rheinberg, Moers, Orsoy, Xanten                                                                            | Johann Adolph Klöne                                                | Rentner, Wesel                                    |
| Städte                               | Neuss, Grevenbroich, Wevelinghoven, Gladbach, Viersen, Dahlen, Odenkirche, Rheydt, Uerdingen, Kempen, Süchtelen, Dülken, Kaldenkirchen | Thierry Preyer                                                     | Bürgermeister, Viersen, als Stellvertreter        |
| Städte                               | Lennep, Ronsdorf, Lüttringhausen, Radevormwald, Burg, Hückeswagen, Wermelskirchen                                                      | Heinrich von Baur                                                  | Kaufmann, Ronsdorf                                |
| Städte                               | Solingen, Remscheid, Dorp, Gräfrath, Wald, Höhscheid mit Merscheid, Burscheid mit Leichlingen, Opladen mit Neukirchen, Hitdorf         | Josua Hasenclever                                                  | Kommerzienrat, Ehringhausen                       |
| Landgemeinden                        | Regierungsbezirk Köln | Johann Leopold Schult                                              | Gutsbesitzer, Glessen                             |
| Landgemeinden                        | Regierungsbezirk Koblenz | Peter Eich                                                         | Gutsbesitzer, Büdingen                            |
| Landgemeinden                        | Regierungsbezirk Koblenz | Friedrich Kaspar Rohland                                           | Gutsbesitzer, Ründeroth                           |
| Landgemeinden                        | Regierungsbezirk Köln | Martin Fasbinder                                                   | Bürgermeister und Gutsbesitzer, Dünwald           |
| Landgemeinden                        | Regierungsbezirk Koblenz | Matthias Josef Raffauf                                             | Gutsbesitzer, Wolken                              |
| Landgemeinden                        | Regierungsbezirk Koblenz | Johann Josef Emmel                                                 | Gutsbesitzer, Kreuznach                           |
| Landgemeinden                        | Regierungsbezirk Koblenz | Christian Ludwig Schmidt                                           | Landrat a. D., Simmern                            |
| Landgemeinden                        | Regierungsbezirk Koblenz | Johann Friedrich von Runkel                                        | Gutsbesitzer, Heddesdorf                          |
| Landgemeinden                        | Regierungsbezirk Koblenz | Bernhard Scheid                                                    | Gutsbesitzer, Leubsdorf                           |
| Landgemeinden                        | Regierungsbezirk Koblenz | Anton von Brewer                                                   | Gutsbesitzer, Niedermendig                        |
| Landgemeinden                        | Regierungsbezirk Aachen | Heinrich Kamp                                                      | Gutsbesitzer, Königskamp                          |
| Landgemeinden                        | Regierungsbezirk Aachen | Heinrich Jonen                                                     | Bürgermeister, Soller                             |
| Landgemeinden                        | Regierungsbezirk Aachen | Josef Claessen                                                     | Bürgermeister, Gangelt, als Stellvertreter        |
| Landgemeinden                        | Regierungsbezirk Aachen | Theodor Mengelbier                                                 | Steuer-Empfänger, Blankenheim, als Stellvertreter |
| Landgemeinden                        | Regierungsbezirk Trier | Wilhelm von Haw                                                    | Landrat a. D., Trier                              |
| Landgemeinden                        | Regierungsbezirk Trier | Nicolaus Cetto                                                     | Gutsbesitzer, St. Wendel, als Stellvertreter      |
| Landgemeinden                        | Regierungsbezirk Trier | Peter Bender                                                       | Landgerichtsrat a. D., Nieder-Prüm                |
| Landgemeinden                        | Regierungsbezirk Trier | Nicolas Guittienne                                                 | Bürgermeister, Niedaltdorf                        |
| Landgemeinden                        | Regierungsbezirk Trier | Nikolaus Rheinhart                                                 | Gutsbesitzer, Ockfen                              |
| Landgemeinden                        | Regierungsbezirk Düsseldorf | Gisbert Lensing                                                    | Canonicus, Emmerich                               |
| Landgemeinden                        | Regierungsbezirk Düsseldorf | Theodor Holtz                                                      | Bürgermeister, Hemmerden                          |
| Landgemeinden                        | Regierungsbezirk Düsseldorf | Johann Heinrich van Loë                                            | Gutsbesitzer, Uedem                               |
| Landgemeinden                        | Regierungsbezirk Düsseldorf | Tennhoff                                                           | Gutsbesitzer, Kempen                              |
| Landgemeinden                        | Regierungsbezirk Düsseldorf | Koerfgen                                                           | Bürgermeister, Osterath                           |
| Landgemeinden                        | Regierungsbezirk Düsseldorf | Franz Joseph Aldenhoven                                            | Gutsbesitzer, Zons                                |